# Ganei Tal

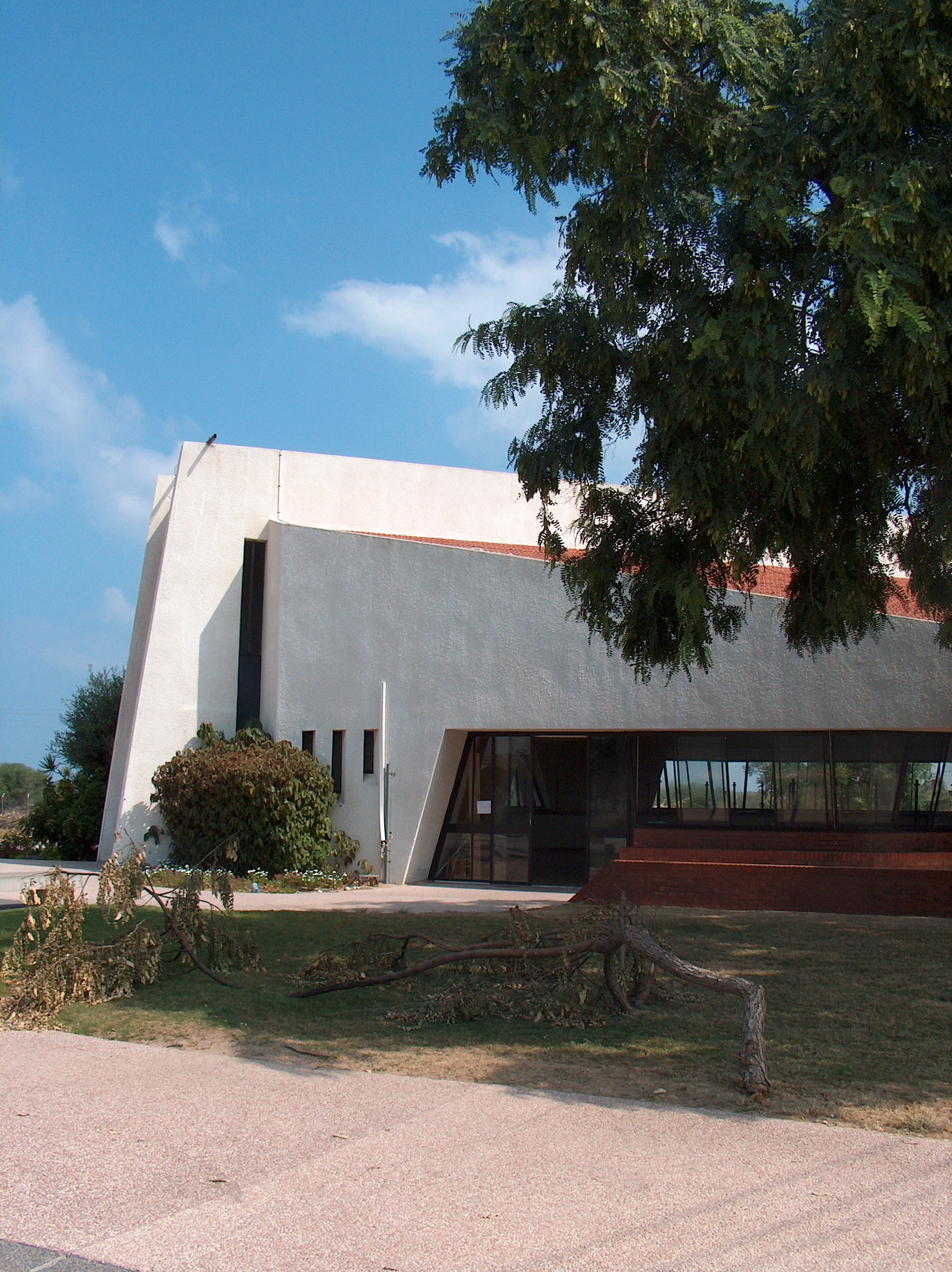
Synagogue de Ganei Tal.

Ganei Tal (hébreu : גני טל) est une ancienne colonie israélienne située dans le sud de la bande de Gaza, faisant partie du groupement du Gush Katif.
Ganei Tal est devenue une colonie en 1979 vivant de l'agriculture en exportant des géranium et des tomates vers l'Europe. Quelque 80 familles, soit 400 personnes vivaient dans ces fermes collectives.
La colonie était faite de maison en stuc et des serres. Installée très proche de la ville de Khan Younès, elle fut de nombreuses fois la cible de roquettes.
La colonie a été évacuée le 17 août 2005 conformément au plan de désengagement de la bande de Gaza.